# Napier-Campbell Blue Bird
Pour les articles homonymes, voir Bluebird.
La Napier-Campbell Blue Bird ou Blue Bird II (« Oiseau bleu ») est une voiture de record de vitesse terrestre qui fut pilotée par Malcolm Campbell. Elle fut conçue par C. Amherst Villiers et le mécanicien habituel de Campbell, Leo Villa, supervisa sa construction. Construite en 1927, elle est modifiée en 1928 et prend le nom de Napier-Campbell Blue Bird III.
C'était la première voiture de Campbell équipée du moteur d'avion Napier Lion. Son intention était de battre son précédent record de 241 km/h atteint sur sa première Blue Bird, une Sunbeam 350HP modifiée, et d'atteindre 200 mph (322 km/h).

## 1927

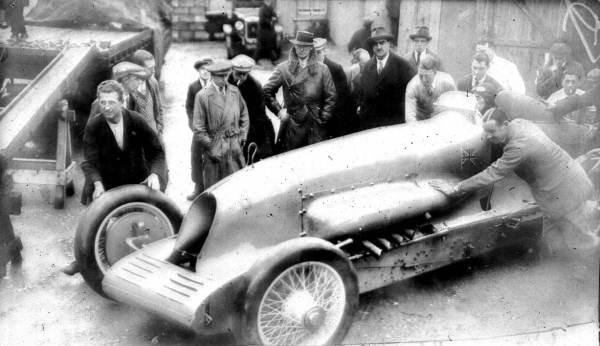
La Blue Bird en 1927

La voiture utilisa initialement un moteur Napier Lion de 500 ch. Elle était de forme classique, avec un radiateur vertical monté à l'avant et le poste de conduite installé derrière le moteur. Les trois sommets du moteur W-12 étaient cachés derrière des renflements dans l'étroit capot, avec des tuyaux d'échappement en saillie.
La première tentative de record de la Bluebird II eut lieu le 4 février 1927 à Pendine Sands. Une vitesse de pointe de 314 km/h fut enregistrée, proche de la barrière des 200 miles à l'heure (322 km/h), mais la moyenne aller et retour enregistrée pour le record lui-même était inférieure, à 281,45 km/h.

## 1928
Le record de 1927 fut de courte durée car la Sunbeam de 1000 cv de Henry Segrave atteint les deux objectifs de 180 mph et 200 mph (290 et 323 km/h) un mois plus tard. Cela incita Campbell à reconstruire la voiture, qui devint la Blue Bird III en 1928. Il convainquit le Ministère de l'Air de lui permettre d'employer le moteur Sprint préparé pour la Coupe Schneider, monté sur l'hydravion Supermarine S.5, de 900 ch (670 kW).
Des améliorations de l'aérodynamisme ont été testées de manière innovante dans la soufflerie Vickers par R. K. Pierson, leur Concepteur en Chef. La forme de la carrosserie de la Blue Bird a été substantiellement modifiée, œuvre des célèbres carrossiers Mulliner. Les résultats furent peu orthodoxes. Une aile verticale a été ajoutée pour la stabilité, une première pour la Blue Bird et pour les voitures de record de vitesse sur terre en général. Des guêtres ouvertes derrière les roues ont aussi réduit la traînée. Le plus gros changement a concerné les radiateurs, qui furent déplacés à l'arrière de la voiture et fixés à l'extérieur. Ces radiateurs de surface ont été réalisés par Fairey Aviation et contenaient 730 mètres de tubulure. La suppression du radiateur de nez a permis de donner à ce dernier un arrondi d'un meilleur aérodynamisme.
Après Segrave à Daytona Beach, le 19 février 1928 Campbell reprit le record à 206,956 mph (333,063 km/h), brisant ainsi la barrière des 200 miles à l'heure pour la première fois. Une fois de plus, il ne détiendra le record que pour une brève période, et l'Américain Ray Keech sur la White Triplex le battra de peu deux mois plus tard.

## 1929
Campbell était en quête de lieux plus stables qu'une plage à marée, et rechercha par avion un site possible. L'Afrique montra des opportunités, d'abord avec un site à plus de 1 000 km de Tombouctou et donc pratiquement inaccessible. Un lac asséché en Afrique du Sud, le Verneukpan, à 725 km du Cap, pouvait être envisagé.
La Blue Bird a été reconstruite pour la troisième fois. Le châssis, le moteur et la transmission restèrent les mêmes, mais la carrosserie fut remplacée par une nouvelle, construite à Dumfries par Arrol-Aster. Cette carrosserie plus basse nécessita une bosse autour du poste de pilotage où Campbell était maintenant assis à califourchon sur la boîte de vitesses. Les radiateurs de surface ont été remplacés par un procédé classique de nez circulaire ouvert, couvert par une calandre à caractère distinctif de « cage d'oiseau »,.
Néanmoins, après une période de cinq ans sans pluie, il plut presque dès l'arrivée de l'équipe sur le terrain. Campbell retourna au Cap, où pour son 44e anniversaire il apprit que Henry Segrave avait établi un nouveau record à Daytona Beach sur la Golden Arrow, à 372,47 km/h. La Blue Bird fut incapable d'atteindre cette vitesse à l'altitude et au climat Africain, mais Campbell fit le meilleur usage possible des longues courses permises par le terrain et établit les records du monde de 5 miles et 10 miles (8 et 16 km) à 341 km/h.
Après que Segrave eût élevé le record de 48 km/h sur sa Golden Arrow, Campbell savait que la Blue Bird était battue et il commença à travailler sur une nouvelle voiture, la Campbell-Napier-Railton Blue Bird.